# Epipremnum
Epipremnum és un gènere de plantes amb flors de la família de les araceàcies (Araceae), que es troba als boscos tropicals de la Xina, l'Himàlaia i Sud-est asiàtic fins a Austràlia el Pacífic occidental. Són enfiladisses perennes de fulla perenne que s'enfilen amb l'ajuda d'arrels aèries. Es poden confondre amb altres monsteres com ara Rhaphidophora, Scindapsus i Amydrium.
Totes les parts de les plantes són tòxiques, principalment a causa de les tricoesclereides (cèl·lules llargues i afilades) i els rafidis. Les plantes poden arribar a superar els 40 m amb fulles de fins a 3 m de llarg, però en contenidors la mida és molt reduïda. Les plantes, conegudes comunament com a tongavina centpeus, pothos o heura del diable, depenent de l'espècie, es conreen normalment com a plantes d'interior en  regions temperades. Les fulles juvenils són de color verd brillant, sovint amb patrons irregulars de color groc o blanc. Poden trobar arbres hostes mitjançant l'ús del fototropisme.

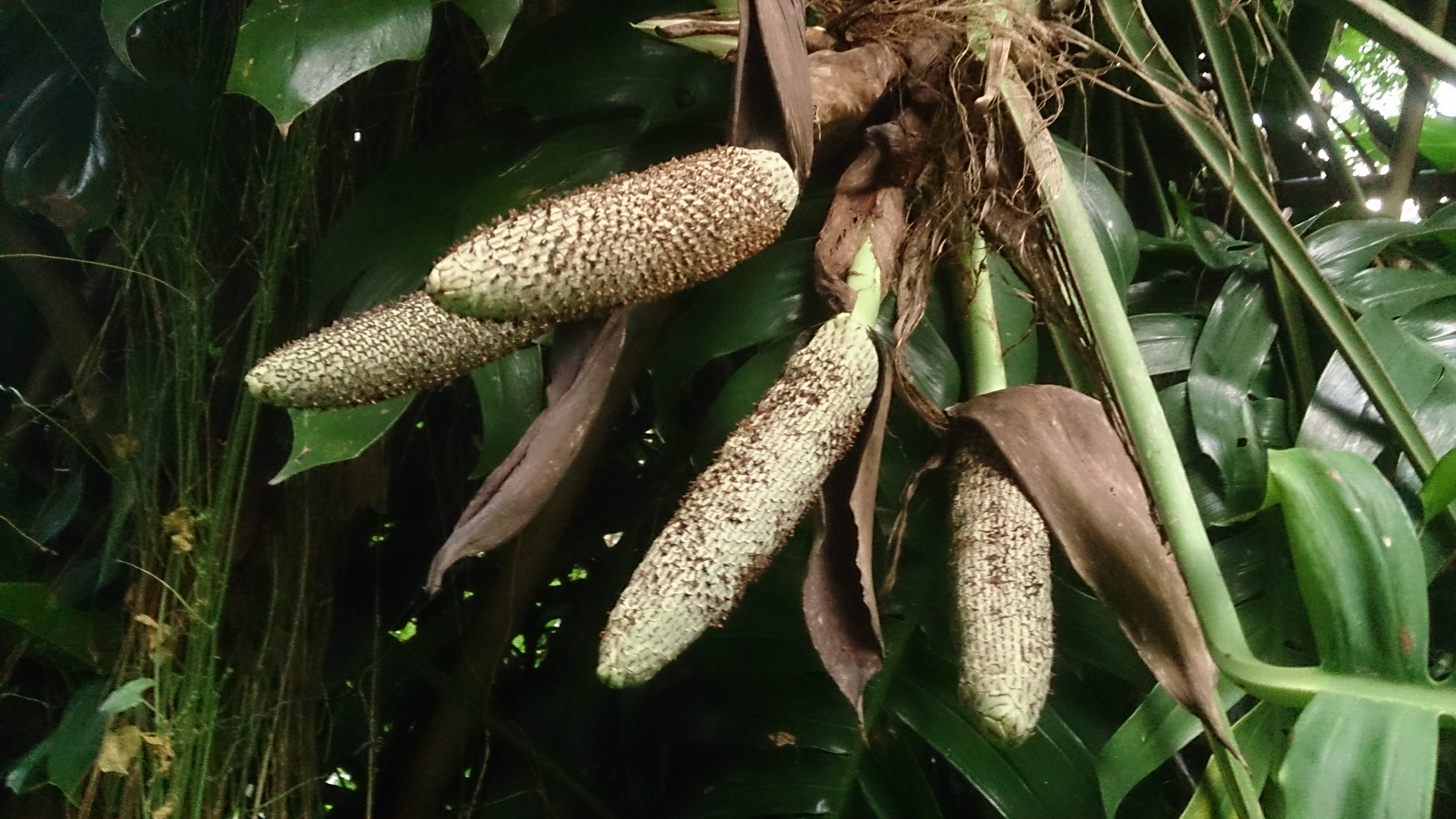
Espàdix d'Epipremnum pinnatum

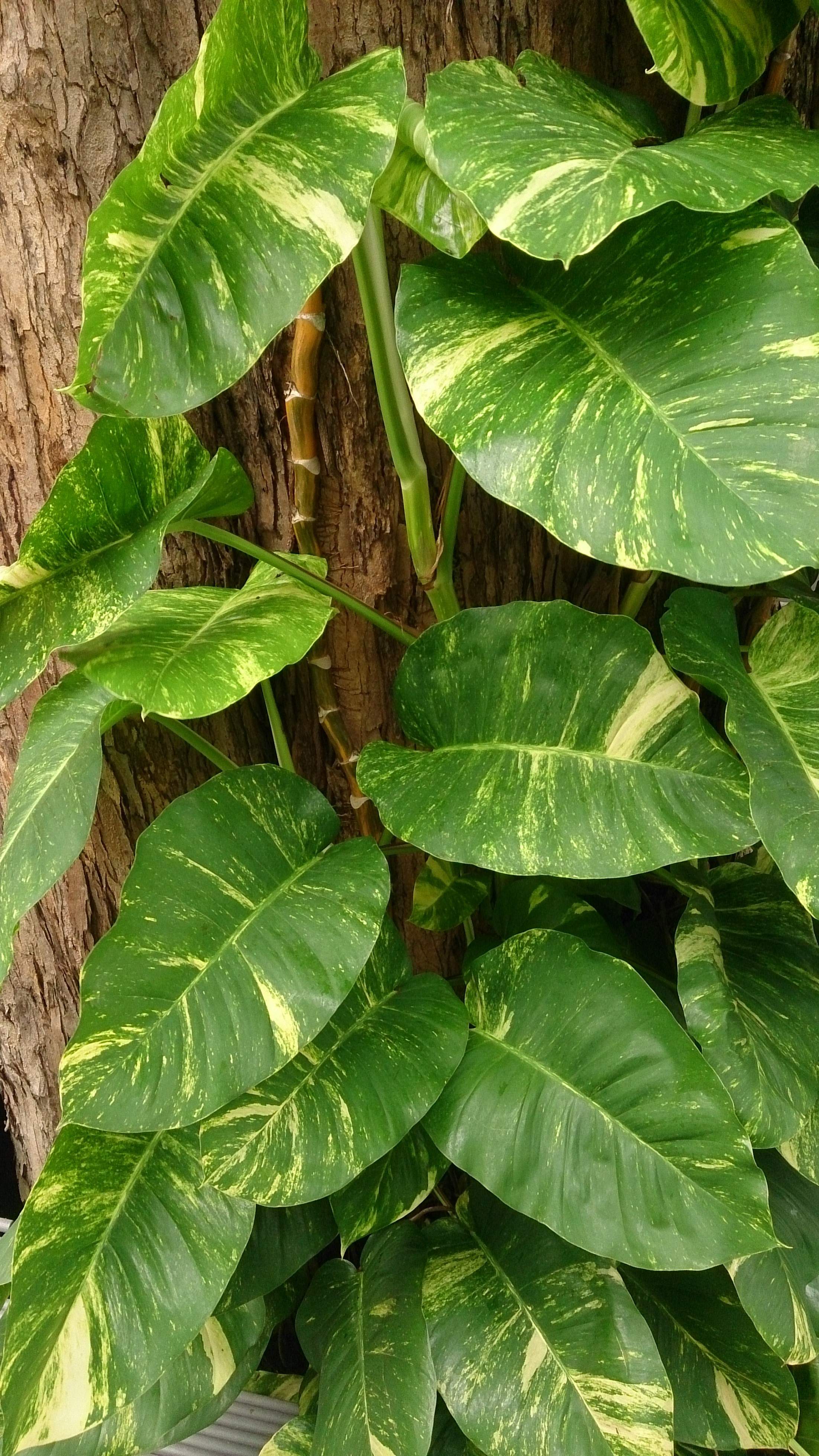
Epipremnum aureum

## Etimologia
Del grec ἐπί (damunt) i πρέμνον (soca).

## Espècies
1. Epipremnum amplissimum (Schott) Engl. - Queensland, Nova Guinea, Illes Salomó, Arxipèlag Bismarck, Vanuatu
2. Epipremnum aureum (Linden & André) G.S.Bunting - originari de Moorea a la Polinèsia; naturalitzat a Àfrica, el subcontinent indi, Queensland, Melanèsia, Seychelles, Hawaii, Florida, Costa Rica, Bermudes, les Índies Occidentals, Brasil i Equador
3. Epipremnum carolinense Volkens - Micronèsia
4. Epipremnum ceramense (Engl. & K.Krause) Alderw. - Moluques
5. Epipremnum dahlii Engl. - Arxipèlag de Bismarck
6. Epipremnum falcifolium Engl. - Borneo
7. Epipremnum giganteum (Roxb.) Schott - Indocxina (Sin. Monstera gigantea (Roxb.) Schot)
8. Epipremnum meeboldii K.Krause - Regió de Manipur de l'Índia
9. Epipremnum moluccanum Schott - Moluques
10. Epipremnum moszkowskii K.Krause - Papua Occidental
11. Epipremnum nobile (Schott) Engl. - Sulawesi
12. Epipremnum obtusum Engl. & K.Krause - Papua Nova Guinea
13. Epipremnum papuanum Alderw. - Papua Nova Guinea
14. Epipremnum pinnatum (L.) Engl. - estès pel sud-est asiàtic, el sud de la Xina, Nova Guinea, Melanèsia, el nord d'Austràlia; naturalitzat a les Índies Occidentals
15. Epipremnum silvaticum Alderw. Sumatra

## Registre fòssil
S'han descrit 3 llavors fòssils d’Epipremnum crassum dels estrats del Miocè mitjà de la zona de Fasterholt prop de Silkeborg a Jutlàndia Central, Dinamarca. També s'han informat fòssils d'aquesta espècie de l'Oligocè i Miocè de la Sibèria Occidental i del Miocè i Pliocè d'Europa.